# 全身刑事
『全身刑事』（ぜんしんけいじ）は、2020年2月2日にテレビ朝日系『日曜プライム』（21時 - 23時5分）で放送されたスペシャルドラマである。

## あらすじ
神奈川県警・山手中央署の管内で殺人事件が発生し、捜査一課・管理官の海東隼人は捜査一課の女刑事・紋田とともに現場に臨場する。海東はもともと歴代トップの成績で警察庁に入庁したキャリア組で、学生時代、”伝説のクイズ王”としてその名を轟かせていたが、その雑学知識を捜査に活かすことができず、部署をたらい回しにされ”さすらいのクイズ王”と揶揄されたため、神奈川県警へ修行のために赴任していたのだ。海東はこれが赴任後初の殺人事件であったため、犯人を逮捕しようと俄然力が入っていた。現場検証の結果、被害者は輸入雑貨販売会社の経営者・九条佑香で、ハンマーで後頭部を殴打され殺害されていたことが判明する。現場に残されていた凶器のハンマーの形状から、海東はそれが消防士が人命救助の際に使用する特殊なものと雑学知識から言い当てる。その後、被害者の携帯電話の通話記録から、佑香が「訓練の声がうるさい」と消防士の佐村依宏に度々電話でクレームをつけていたことが判明したことから、海東は殺人事件の容疑者として佐村を署に連行する。ところが連行直後、海東は捜査本部を置いた山手中央署の署長・羽倉に呼び出され、ベテラン刑事を捜査に加えることを告げられる。そこに現れたのは総務課の備品管理係、名瀬裕太郎であった。海東は総務課の刑事に何を教われというのかと羽倉に反発するが、羽倉曰く、名瀬は１年間の休職を経て総務課に異動するまで、人生のほとんどを刑事として過ごしてきた頭のてっぺんからつま先まで“全身そのものが刑事”といっても過言ではない男というのだ。海東はしぶしぶその”全身刑事”名瀬とともに佐村の取り調べを行うが、取り調べを行う海東に対し名瀬は「なぜお前はそう思うのか？」「なぜ佐村の犯行になるのか？」と、「なぜ？」「なぜ？」と繰り返し、海東は取り調べのペースを乱されてしまう。その後、消防署での聞き込み調査で佐村の部下・円城や樋本たちの証言から、事件当夜、佐村は署内で夜通しカレーを煮込んでいたアリバイがあることが判明するが、彼はそのアリバイを自ら語ろうとしない。そんなとき、佐村が樋本に対し訓練中にパワハラを働いていたのではないかという疑惑が浮かび上がる。

## 登場人物
名瀬裕太郎（なぜ ゆうたろう）
演 - 内藤剛志　（高校生時代：高尾悠希）
神奈川県警総務課の備品管理係。１年間の休職を経て総務課に異動するまで、人生のほとんどを刑事として過ごしてきた男。署長の羽倉曰く、頭のてっぺんから爪先まで“全身そのものが刑事”。あらゆることに対し「なぜ？」と疑問を呈し捜査を進める。嫌いな言葉は「黙秘」。大阪出身で関西弁をしゃべることがある。
海東隼人（かいとう はやと）
演 - 笠松将
神奈川県警捜査一課・管理官。歴代トップの成績で警察庁に入庁した警察庁のキャリア組。学生時代に”伝説のクイズ王”としてその名を轟かせていたが、事件捜査にその雑学知識を応用できず「さすらいのクイズ王」と部署をたらい回しにされていたため、修行のため神奈川県警へ赴任した。雑学披露や閃いたときにクイズ番組で回答ボタンを押すようなジェスチャーをする癖がある。嫌いな言葉は「不合格」。名瀬からは「クイズ王」と呼ばれている。
紋田伊代（もんだ いよ）
演 - 中山忍
神奈川県警捜査一課・一課長代理補佐の女刑事。かつて名瀬の部下でコンビを組んでいた。
甲斐節子（かい せつこ）
演 - 小倉優香
神奈川県警・鑑識。
名瀬郁乃（なぜ いくの）
演 - 堀内敬子　（高校生時代：川崎愛香里）
裕太郎の死別した妻。別れの際、裕太郎に刑事を続けることを願い息を引き取る。
名瀬菜乃花（なぜ なのか）
演 - 久松郁実
裕太郎の娘。中華料理店・娘娘食堂の店員。
羽倉樫弥（はぐら かしや）
演 - 古田新太
捜査本部が設置された山手中央署の署長。署にかかってくる苦情電話をはぐらかすのが得意。かつて名瀬の指導で刑事として鍛え上げられたことに恩義を感じており、名瀬の頼みごとを断れない。
九条佑香（くじょう ゆうか）
演 - 鳥居かほり
輸入雑貨販売会社の経営者。殺人事件の被害者。消防署の訓練がうるさいと苦情の電話を消防隊長の佐村に度々かけていた。
佐村依宏（さむら よりひろ）
演 - 尾美としのり
横浜みなと消防署・消防隊長。捨て身の人命救助で幾度も表彰を受け“伝説の消防士”とよばれる男。九条の殺人容疑が掛けられている。
円城萌恵（えんじょう もえ）
演 - 三津谷葉子
横浜みなと消防署・消防士。佐村の部下。
樋本香緒里（ひもと かおり）
演 - 中村ゆりか（幼少期：渋谷南那）
横浜みなと消防署・消防士。佐村の部下。佐村から訓練中にパワハラ被害を受けていた疑惑がある。
幼少期、離別した実母の家に遊びに行った際に火事に巻き込まれ、消防士に救出されたことを切っ掛けに消防士となった。
長間鷲男（ながま わしお）
演 - 六角慎司
自称ビデオジャーナリスト。事件現場や関係者を撮影した動画をネット配信し生計を立てている。みなと消防署の様子をネットで配信していた。3年前にストーカー容疑で名瀬に逮捕された過去がある。
樋本鴨太郎（ひもと かもたろう）
演 - 冨家規政
香緒里の父。樋本物産・社長。娘が消防士になったことを認めていない。
樋本佳奈（ひもと かな）
演 - 宮田早苗
鴨太郎の妻。後妻で香緒里にとっては継母にあたる。
樋本鈴香（ひもと すずか）
演 - 吉川依吹
香緒里の実母。鴨太郎の前妻。20年前に火事に巻き込まれ亡くなっている。
品戸祐人（ひんと ゆうと）
演 - ダンディ坂野
娘娘食堂の常連客。菜乃花をデートに誘うために店に通っている。
救急隊員
演 - 新虎幸明

## スタッフ
- 脚本 - 根越映太
- 監督 - 大谷健太郎
- 警察監修 - 古谷謙一
- 消防監修 - 永山政広
- 技斗 - 所博昭（アーバンアクターズ）
- VFX - グレートインターナショナル
- 技術協力 - アップサイド、タムコ
- 美術協力 - 東京美工、紀和美建、高津装飾美術
- ポスプロ - 東映ラボ・テック、東映デジタルセンター、ゼロウェイブ
- ゼネラルプロデューサー - 関拓也（テレビ朝日）
- プロデューサー - 秋山貴人（テレビ朝日）、残間理央（テレビ朝日）、島田薫（東映）
- 制作 - テレビ朝日、東映